# Selección de fútbol sub-20 de Reunión
La Selección de fútbol sub-20 de Reunión es el equipo que representa al país en el Campeonato Juvenil Africano y es controlado por la Liga de Fútbol de Reunión.

## Participaciones

### Campeonato Juvenil Africano
| Africa U-20 Cup of Nations | Africa U-20 Cup of Nations | Africa U-20 Cup of Nations | Africa U-20 Cup of Nations | Africa U-20 Cup of Nations | Africa U-20 Cup of Nations | Africa U-20 Cup of Nations | Africa U-20 Cup of Nations |
| Año                        | Resultado                  | J                          | G                          | E                          | P                          | GF                         | GC                         |
| -------------------------- | -------------------------- | -------------------------- | -------------------------- | -------------------------- | -------------------------- | -------------------------- | -------------------------- |
| de 1979 a 1995             | No participó               | No participó               | No participó               | No participó               | No participó               | No participó               | No participó               |
| 1997                       | No clasificó               | No clasificó               | No clasificó               | No clasificó               | No clasificó               | No clasificó               | No clasificó               |
| 1999                       | No clasificó               | No clasificó               | No clasificó               | No clasificó               | No clasificó               | No clasificó               | No clasificó               |
| 2001                       | No clasificó               | No clasificó               | No clasificó               | No clasificó               | No clasificó               | No clasificó               | No clasificó               |
| 2003                       | No participó               | No participó               | No participó               | No participó               | No participó               | No participó               | No participó               |
| 2005                       | No participó               | No participó               | No participó               | No participó               | No participó               | No participó               | No participó               |
| 2007                       | No participó               | No participó               | No participó               | No participó               | No participó               | No participó               | No participó               |
| 2009                       | No clasificó               | No clasificó               | No clasificó               | No clasificó               | No clasificó               | No clasificó               | No clasificó               |
| 2011                       | No participó               | No participó               | No participó               | No participó               | No participó               | No participó               | No participó               |
| 2013                       | No participó               | No participó               | No participó               | No participó               | No participó               | No participó               | No participó               |
| 2015                       | No participó               | No participó               | No participó               | No participó               | No participó               | No participó               | No participó               |
| 2017                       | Por disputarse             | Por disputarse             | Por disputarse             | Por disputarse             | Por disputarse             | Por disputarse             | Por disputarse             |
| 2019                       | Por disputarse             | Por disputarse             | Por disputarse             | Por disputarse             | Por disputarse             | Por disputarse             | Por disputarse             |
| Total                      | 0/20                       | -                          | -                          | -                          | -                          | -                          | -                          |